# Thomas Ashwell
Thomas Ashwell, citato spesso anche come Ashewell, (1478 circa), è stato un compositore e cantore inglese del Rinascimento, maestro di polifonia e probabile insegnante di John Taverner.

## Biografia
La sua ammissione alla St. George's Chapel come cantore nel 1491 suggerisce una data di nascita intorno al 1478, ma nessun'altra informazione sulla sua vita risulta nota. Rimase alla St. George's fino al 1493 e una fonte del Tattershall College nel Lincolnshire lo indica come cantore nel 1502 e 1503. Egli occupò una posizione di rilievo alla Cattedrale di Lincoln nel 1508, secondo una fonte locale, e fu alla Cattedrale di Durham come cantore o maestro del coro di voci bianche e compositore di musiche per la Lady Chapel nel 1513. Nessun'altra informazione sul resto della sua vita. Gli archivi della Cattedrale di Durham indicano il suo primo successore in William Robson, che gli succedette nel 1527, e questo potrebbe indicare che Ashwell sia morto intorno a quella data.

## Opere
Solo alcuni frammenti delle sue composizioni sono giunti fino a noi. Come generalmente per le composizioni di musica sacra in lingua latina pre-Riforma in Inghilterra, la grande maggioranza dei manoscritti sono stati distrutti nel corso del dissoluzione dei monasteri ordinata da Enrico VIII (mentre una gran parte di musica sacra in lingua inglese venne distrutta durante il regno successivo di Maria I, nel corso del suo tentativo di re-imporre la Chiesa cattolica sulle isole Britanniche).
Due messe a sei voci complete sono contenute nel Forrest-Heyther Partbooks, copiate da John Taverner al Cardinal College nel 1526-1530. Con la caduta del cardinale Wolsey, fondatore del College nel 1529, l'istituzione non fu più in grado di destinare risorse alla musica e così la stesura del manoscritto venne interrotta e questa fu probabilmente la ragione della partenza di Taverner qualche anno dopo. Questa prima stesura contiene la Missa Jesu Christe (a 6 voci) e altre dieci opere di diversi autori, tra cui Taverner.
L'altra messa (Missa Ave Maria, anche a 6 voci, che è la più complessa delle due ed una anticipazione della messa di Taverner, Gloria tibi Trinitas) venne copiata in diversi libri corali della metà del XVI secolo assieme al altri cinque pezzi di altri compositori, anche se le date di composizione delle messe di Ashwell erano considerevolmente anteriori: il loro stile indica che la loro composizione potrebbe essere stata anteriore al suo insediamento a Durham. Poche altre sue opere sono contenute in altre fonti, la maggior parte solo in frammenti, compreso un frammento di messa per St. Cuthbert, che dovrebbe essere relativo al periodo di Durham. Una canzone, "She may be callyd a sovrant lady", stampata in una collezione del 1530, è l'unica sua opera di musica profana a noi pervenuta.

## Collegamento con Taverner
Il fatto che John Taverner possa essere stato un suo allievo, appare labile ma suggestivo. La teoria, abbastanza infondata, esiste da lungo tempo visto che Taverner era un cantore a Tattershall, e AShwell in quel tempo era lì. Taverner sembra essere stato almeno molto familiare con le due messe di Ashwell, visto che sembra le abbia usate come modelli per alcune sue messe (se l'apparente datazione non fosse corretta e invece sia stato Ashwell a basarsi su quelle di Taverner). Il collegamento con Ashwell si basa soprattutto sull'inserimento di due delle sue messe nel Forrest-Heyther Partbooks, copiato da Taverner, o su sua richiesta, quando egli divenne direttore dell'attività musicale al Cardinal College di Oxford nel 1526. La prima parte del libro corale Forrest-Heyther inizia con la messa di Taverner, Gloria tibi Trinitas (che sembra avere molto in comune con la messa Ave Maria di Ashwell) a sei voci e l'unica altra messa a sei voci è quella di Ashwell, Jesu Christe. Tutte le altre opere di questa prima parte del libro sono a cinque voci (comunque, il pezzo che segue immediatamente, Gloria tibi Trinitas, è la messa, basata sull'esacordo, di Avery/Davy Burton: ma anche se ci sono solo cinque voci, sembra che una sesta sia stata involontariamente omessa). Questo libro contiene musica in genere piuttosto recente rispetto a quella di Ashwell, e la sua inclusione sarebbe tipica di un rapporto studente-insegnante.
Tuttavia, può anche in qualche modo spiegarsi la presenza di Ashwell nel libro Forrest-Heyther ricordando che venne compilato nel nuovo Cardinal College di Wolsey e che Wolsey era stato vescovo di Durham in precedenza, e molti dei compositori presenti nel libro era collegati con le istituzioni legate a Wolsey. Potrebbe essere che il libro sia stato anche lo scopo di omaggiare i compositori più importanti che operarono nelle diocesi di Wolsey.
La fama di Ashwell durò almeno fino alla fine del XVI secolo, quando Thomas Morley lo indicò come un'autorità nel suo trattato del 1597, A Plaine and Easie Introduction to Practicall Musicke.